# Crenigomphus renei
Crenigomphus renei là một loài chuồn chuồn ngô thuộc họ Gomphidae. Loài này có ở Cộng hòa Congo, Cộng hòa Dân chủ Congo, Bờ Biển Ngà, Ghana, Kenya, Nigeria, Tanzania, Uganda, và có thể cả Malawi. Môi trường sống tự nhiên của chúng là vùng cây bụi khô khu vực nhiệt đới hoặc cận nhiệt đới, vùng cây bụi ẩm khu vực nhiệt đới hoặc cận nhiệt đới, sông ngòi, hồ nước ngọt, và đầm nước ngọt.